# Шульженко, Борис Иванович
Борис Иванович Шульженко — советский хозяйственный, государственный и политический деятель.

## Биография
Родился в 1923 году в Дебальцеве. Член КПСС.
Окончил Новочеркасское кавалерийское училище
Участник Великой Отечественной войны: командир отделения взвода охраны комендантского эскадрона 5-го гвардейского кавалерийского Донского казачьего Будапештского Краснознамённого корпуса, курсант Новочеркасского кавалерийского училища
В 1955 — секретарь партийной организации железнодорожной станции Брянск-2
В 1964 — первый секретарь Фокинского РК КПСС города Брянска
В 1965 — начальник пассажирского отдела Брянского отделения железной дороги
В 1966—1978 — первый секретарь Брянского горкома КПСС.
Делегат XXIII, XXIV и XXV съездов КПСС.
Умер после 1985 года в Брянске.

## Награды
- Орден Октябрьской Революции (25.08.1971)
- Орден Отечественной войны II степени (06.04.1985)
- Орден Трудового Красного Знамени (1966)
- Орден Красной Звезды (1945)